# Befestigter Raum
Als Befestigter Raum (russisch Укреплённый район Ukrepljonny rajon, kurz Укрепрайон Ukreprajon – UR) werden sowohl die Befestigungsanlagen entlang der ehemaligen Staatsgrenzen der Sowjetunion als auch Einheiten der Roten Armee während des Deutsch-Sowjetischen Krieges (1941–1945) bezeichnet.

## Befestigungsanlagen entlang der Staatsgrenze der Sowjetunion
Bis zum deutschen Angriff auf die Sowjetunion im Juni 1941 waren entlang der Grenzen 57 UR angelegt worden, wo sie strategisch wichtige Punkte, insbesondere Flussübergänge und Zugangswege, decken sollten. Die Mehrzahl der UR (42) wurde in den westlichen Militärbezirken errichtet. Bis Juni 1941 waren die meisten Anlagen jedoch nur teilweise fertiggestellt, die technische Ausstattung älterer Anlagen war teilweise entfernt und in Neubauten verwendet worden.

### Befestigungsprogramm von 1928
Im Sommer 1927 wurde ein erstes Bauprogramm beschlossen. Vier strategisch wichtige Gebiete sollten befestigt werden:
- Karelien
- Polozk
- Mosyr
- Kiew

Die Anlagen in Karelien sollten östlich des Ladogasees die Zugangswege nach Leningrad sperren und dieses wichtige Industriezentrum gegen einen Angriff aus Finnland schützen. Im Raum Polozk sicherten die Anlagen die Übergänge über die Düna und den Eisenbahnknotenpunkt Polozk gegen einen polnischen Vorstoß in Richtung Smolensk-Moskau. Im Raum Mosir wurden ebenfalls die Verkehrswege gegen einen polnischen Einfall gesichert. Ein weiter Festungsbogen, der sich auf den Dnepr stützte, sollte die ukrainische Hauptstadt Kiew gegen Angriffe abschirmen. Dieser erste Bauabschnitt verschlang um die 32 Millionen Rubel.

### Zweiter Bauabschnitt bis 1930
In der Folge des ersten Fünf-Jahr-Plans wurde beschlossen, neun zusätzliche UR zu errichten. Sechs davon lagen in der Ukraine, die wegen ihrer Landwirtschaft und Industrie große Bedeutung hatte:
- Korosten
- Nowograd-Wolynskij
- Letitschew
- Mohyliw-Podilskyj
- Rîbnița
- Tiraspol

Zusätzlich sollten drei weitere UR die Grenze gegen einen Angriff aus dem Baltikum sichern:
- Kingissepp
- Pskow
- Minsk

### Dritter Bauabschnitt bis 1938
1938 wurde der Bau von acht weiteren UR beschlossen, die wiederum überwiegend in der Ukraine lagen:
- Schepetowka
- Isjaslaw
- Starokonstantinow
- Ostropol
- Kamenez-Podolski
- Odessa

Dazu kamen je eine UR in Weißrussland und Nordrussland:
- Sluzk
- Ostrow

Bei Ausbruch des Zweiten Weltkrieges 1939 waren die Anlagen zum Teil noch nicht fertiggestellt, zum Teil bereits veraltet. So waren die Bunker aus den Jahren 1928/29 gegen Beschuss aus schwerer Artillerie nur unzureichend geschützt.

### Sicherung der neuen Westgrenze 1940
Nach der deutschen und sowjetischen Eroberung Polens 1939 konnte die Sowjetunion ihre Westgrenze um 200 bis 400 km weiter nach Westen verschieben. Die sowjetische Führung rechnete nicht mit einem deutschen Angriff, da Hitler-Deutschland sich noch im Krieg mit Frankreich und Großbritannien befand. So gab es zunächst keine Maßnahmen, um die eroberten Gebiete abzusichern. Die Erfahrung aus dem Winterkrieg gegen Finnland 1939/1940 zeigten jedoch den Wert von Befestigungsanlagen. Die Rote Armee hatte erhebliche Verluste bei dem Versuch erlitten, die sogenannte „Mannerheim-Linie“ zu durchbrechen.
In der Folge des Winterkriegs hatte die Sowjetunion zudem finnische Gebiete im Raum Leningrad und den Flottenstützpunkt Hanko erworben. Im Sommer 1940 wurde damit begonnen, dort neue Befestigungsanlagen zu errichten:
- Kexholm
- Vyborg

In Litauen, das im Juni 1940 von der Roten Armee besetzt worden war, wurden mit dem Bau von drei UR zur Sicherung der Grenze zu Ostpreußen begonnen:
- Telšiai
- Šiauliai
- Kaunas

In den ehemals polnischen Gebieten wurden sechs UR angelegt:
- Grodno
- Brest
- Wladimir-Wolynsk
- Strumilow
- Rawa-Russkaja
- Przemyśl

Darüber hinaus wurde der Eismeerhafen Murmansk durch eine UR gesichert.

### Ausbau der Sicherungen an der Westgrenze 1941
Anfang des Jahres 1941 war man im sowjetischen Generalstab zu dem Schluss gekommen, dass bald ein deutscher Angriff zu erwarten war, und ordnete daher den beschleunigten Ausbau der Befestigungen an der Westgrenze an. Gegen den Widerspruch der Marschälle Schukow und Timoschenko wurde befohlen, die alten Verteidigungsanlagen, die nun im Landesinnern lagen, größtenteils abzubauen und Waffen und Gerät in den neuerrichteten Befestigungen einzubauen. Die 1941 begonnenen Befestigungen sollten die Verteidigung gegen Deutschland vervollständigen sowie die Grenzen gegen Ungarn und Rumänien sichern:
- Alytus
- Osowiec
- Zambrów
- Kowel
- Oberer Pruth
- Unterer Prut

Dazu kamen an der finnischen Grenze:
- Sortavala
- Hanko

## Befestigte Räume in der Roten Armee
Bereits während des Russischen Bürgerkrieges hatte die Rote Armee besondere Einheiten aufgestellt, die über eine hohe Feuerkraft, bei geringem Personalbedarf verfügten, sogenannte Artillerie-Maschinengewehr-Bataillone. Diese Einheiten wurden insbesondere zur Sicherung der Flanken und zur Abschirmung von Truppenkonzentrationen eingesetzt. 1923 wurden die ersten selbstständigen Einheiten aufgestellt, die als Befestigte Räume bezeichnet wurden. 1938 bestanden 25 Artillerie-Maschinengewehr-Bataillone, die als Besatzung für die dreizehn Befestigten Räume entlang der Grenzen der Sowjetunion dienten. Ein Artillerie-Maschinengewehr-Bataillon hatte eine Stärke von rund 650 Mann, die je nach Ausstattung 15–30 Panzerabwehrstellungen, 10–15 Maschinengewehrstellungen, 5–10 Geschützstellungen, 5–8 Scheinwerferstellungen und etwa ein Dutzend weitere Beobachtungs- und Kommunikationsposten besetzten.
Mehrere Artillerie-Maschinengewehr-Bataillone wurden zu einem Befestigten Raum zusammengefasst. Zur Unterscheidung wurden die Einheiten durchnummeriert, während die Befestigungsanlagen mit dem Ortsnamen bezeichnet wurden.
Am 21. Mai 1941 ordnete das Volkskommissariat für Verteidigung an, die UR im Westen der Sowjetunion auf volle Stärke zu bringen. Gleichzeitig wurden 17 neue UR aufgestellt. Dadurch sollten bis zum 1. Juli 1941 mehr als 120.000 Mann zusätzlich für die Besetzung der Verteidigungsanlagen entlang der neuen Grenze bereitstehen. Von den 57 UR, die am 22. Juni 1941 bestanden, waren 42 in den westlichen Militärbezirken stationiert. Diese in sieben Regimenter und 160 Artillerie-Maschinengewehr-Bataillone gegliederte Streitmacht hatte eine Sollstärke von 192.240 Mann und verfügte über 1.700 Geschütze sowie 9.800 Maschinengewehre aller Art. Tatsächlich waren in diesen UR nur 34 Prozent der Offiziersstellen und 27,7 Prozent der Unteroffiziersstellen besetzt und die Mannschaften nur zu 47,2 Prozent aufgefüllt.
Die UR 1–8, 10–13, 15 und 17 waren im Bereich der Südwestfront eingesetzt, die UR 23, 26–29 in dem der Nordfront. Die Nordwestfront verfügte über die UR 41, 42, 44, 46 und 48, die Westfront über die UR 62–66 und 68. Darüber hinaus existierten noch die UR 80, 81, 84 und 86 bei der 9. Armee auf der Krim und die UR 83 im Militärbezirk von Odessa. Zur Verteidigung der Grenzen im Fernen Osten waren die UR 101–111 vorgesehen.

## Strategische Bedeutung der Befestigten Räume
Nach dem Ende des Bürgerkrieges und der ausländischen Intervention (bis 1922) befand sich die Sowjetunion in einer strategisch ungünstigen Lage: Militärisch und wirtschaftlich geschwächt, war sie nahezu vollständig von ihr feindlich gesinnten Staaten oder potentiellen Gegnern umringt. Gleichzeitig lagen die wichtigsten Industriezentren und die Getreideüberschussgebiete in Reichweite eines möglichen Angreifers. Mit dem ersten Bauprogramm 1928 sollten zunächst die wahrscheinlichsten Einfallsrouten gesperrt und die wichtigsten Industriezentren geschützt werden.
Auch in späteren Bauabschnitten wurde das Hauptaugenmerk auf den Schutz der ukrainischen Agrar- und Industriezentren gelegt, doch war nun langfristig eine Verteidigung entlang der Grenzen vorgesehen. Dabei sollten die UR im Falle eines Überraschungsangriffs den Gegner solange hinhalten, bis die Mobilmachung und Konzentration der Roten Armee soweit abgeschlossen war, dass ein Gegenangriff erfolgen konnte. Umgekehrt sollten die UR aber auch den Aufmarsch und die Entfaltung der Roten Armee im Vorfeld eines sowjetischen Angriffs decken.